# ルース・ベネリト
ルース・ベネリト（Ruth Mary Rogan Benerito, 1916年1月12日 - 2013年10月5日）は、形態安定コットンを開発し、合成繊維に押された綿産業を復活させたアメリカの化学者および発明家。生涯55件の特許を取得した。

## 生い立ち
ルース・メアリー・ローガン・ベネリトは1916年1月12日に米国ルイジアナ州ニューオーリンズで生まれた。彼女の父親は土木技師であり、彼女の母親は芸術家であった。彼女は幼い頃から数学と科学に興味を持っており、14歳までに高校を卒業した。

## 経歴
ベネリトは15歳でテュレーン大学附属女子カレッジであるソフィーニューコム大学に進学し、1935年に19歳で化学の学士号を取得した。その後、ブリンマー大学に移って1年間の大学院研究を完了するが、当時は大恐慌時代であり、化学の専門分野職につくことができなかったため、高校教師の職につく[2]。ベネリトは教師として働いきながら、夜学授業を受講して、チューレーン大学で修士号を取得する。
ベネリトの科学研究は大きな2つの節目がある
。最初の節目はシカゴ大学の博士課程時代である。当時、シカゴ大学はマンハッタン計画の拠点になっており、潤沢に化学への資金が投入されていた。ベネリトはシカゴ大学の博士課程にて、1948年、化学の博士号を取得する 。
もう1つの節目はアメリカ合衆国農務省のUSDA南部地域研究所に就職したことである。ベネリトは、1953年にニューカムカレッジの助教授としての仕事を辞め、ニューオーリンズにあるアメリカ合衆国農務省のUSDA南部地域研究所に就職し、そこで33年を過ごした。
USDAで彼女は1955年に彼女はプロジェクトリーダーに昇進し、1958年にコロイド綿化学研究所の所長代理に昇進し、1959年に綿反応研究所の物理化学研究グループの研究リーダーになる。また、1960年から1981年までチューレーン大学で非常勤講師を務め、ニューオーリンズ大学でも講師を務める。1972年にチューレーン大学で生物物理学の博士号も取得[3]。彼女は1986年にUSDAを退職しましたが、チューレーン大学とニューオーリンズ大学でも教え続けた。

## 業績

### 形態安定コットン
ベネリトは、綿製造における一塩基酸塩化物の使用に関する研究で最も有名であり、55件の特許を取得している。
それまでの綿製品の衣服にアイロンをかけるのには、かなりの時間を必要としていた。ベネリトは、1950年代にUSDAにて、綿の表面を化学的に処理する方法を開発し、しわになりにくく、汚れにも強く、難燃性の生地である形態安定コットンを開発した。本発明は「綿産業を救った」と言われた。
綿はセルロースと呼ばれる素材で構成されているが、合成ナイロンやポリエステル繊維と同様にセルロースはポリマーである。その分子は何千もの原子を含む長鎖のような形をしている。分子の長い鎖状の形状が、ナイロンやポリエステルのようなセルロースを優れた繊維にしている。
ベネリトは、鎖状のセルロース分子が化学的に結合するように綿繊維を処理する方法を開発した。彼女の成功の秘密は、セルロース鎖に化学的に付着して表面を滑らかにする添加剤を発見することであった。
当初、架橋は繊維を強化することで綿生地がしわになりにくいと考えられていたが、ベネリトの処理に使用される架橋の量は少なく、あまり強度がなかった。彼女は、架橋がどのように機能するかについての新しい理論を開発した。セルロース分子は、分子間の弱い水素結合によって互いにくっつくことができることが知られている。彼女は、架橋プロセスの1つの副作用は水素結合の強化であり、これにより材料がしわになりにくいと提案した。[6]
ベネリトは壊れやすい繊維のセルロースのつながりを強化するために、長いセルロースを架橋して短い結合にする実験を行い、セルロース鎖に化学的に結合する添加剤ではなく、セルロース鎖の表面を滑らかにする添加剤を開発した。その結果、洗濯して乾燥させると架橋が長いセルロースの鎖を適切な位置で支えることができるようになり、布地が平らに整えられる形態安定コットンの開発に成功した。

### 脂肪の静脈内投与法
繊維産業への貢献に加えて、1953年、アメリカ合衆国農務省で働き始めたベネリトの初期のプロジェクトの1つは、ピーナッツ、アーモンド、ピスタチオなどの種子に含まれるタンパク質と脂肪の研究であった。彼女は、種子からの脂肪を患者の給餌混合物に使用する方法を発明し、朝鮮戦争中、重傷を負って食べられない患者に脂肪を静脈内投与する方法を開発した。

### 受賞
- 1964 USDA Distinguished Service Award
- 1968 Federal Woman Award
- 1968 Southern Chemist Award
- 1970 Garvan Medal
- 1971 Southwest Regional Award of American Chemical Society
- 1981 Honorary degree, Tulane University
- 1984 Woman of Achievement at World's Fair
- 2002 Lemelson-MIT Lifetime Achievement Award
- 2008 National Inventors Hall of Fame induction[10]